# Santa Maria del Pozzo
Santa Maria del Pozzo Madre e Regina di Misericordia, anche chiamata dai fedeli Madonna del Pozzo, Maria Santissima del Pozzo, Vergine del Pozzo, è uno degli appellativi con cui la Chiesa cattolica venera Maria, madre di Gesù.
La Madonna del Pozzo è la principale protettrice e patrona di Capurso, nella città metropolitana di Bari.
A lei sono dedicate la "Reale Basilica", costruita nel 1770, e la "Cappella del Pozzo", sita al Piscino nella periferia di Capurso.
La solennità di Santa Maria del Pozzo ricorre per Capurso l'ultima domenica di agosto. 
Si festeggia anche il 20 maggio, data in cui nel 1852 l'icona della Madonna del Pozzo fu solennemente incoronata dal cardinale Mario Mattei. Lunedì 8 dicembre 2014, in una solenne celebrazione liturgica, Mons. Francesco Cacucci proclamò Capurso come Civitas Mariae - Città di Maria.

## Iconografia ed emblema
L'immagine canonica della Madonna del Pozzo è un'icona in stile bizantino a mezzo busto. Presenta un viso roseo circondato da un'aureola con scanalature a raggiera. Dal capo scende un manto rosso paonazzo, con un ampio panneggio, sul petto e sulle spalle, mentre sul braccio sinistro si posa Gesù Bambino, vestito di bianco, con aureola dorata, in atto benedicente: reca nella mano sinistra un rotolo di papiro, mentre la mano destra è alta in segno di benedizione; sulla spalla sinistra del Bambino scende un manto verdino.
A partire dal 1739 il culto fu affidato ai Frati alcantarini i quali, dal 26 settembre 1746, presero possesso della cappella di San Lorenzo e di tutti i suoi beni. Gli Alcantarini fecero della Madonna del Pozzo il simbolo del loro ordine, e nelle stampe, litografie e incisioni del tempo la rappresentavano tra san Pasquale Baylón e san Pietro d'Alcántara. In questo modo diffusero con ogni mezzo e in ogni luogo dove erano presenti il culto verso la Vergine.
Nella seconda metà del Settecento e nell'Ottocento, alcune stampe di immagini rappresentano la Madonna del Pozzo con il manto di colore celeste o azzurro. Un esempio è la tela conservata all'interno della parrocchia di Santa Maria Vetere in Andria o la statua processionale venerata a Trani nella chiesa dei cappuccini.
Con l'Unità d'Italia e la soppressione degli ordini monastici, i Frati Alcantarini furono costretti ad abbandonare il santuario. Al rientro a Capurso, il 20 agosto 1920, i Frati Minori ripresero l'immagine originale dell'icona bizantina nelle loro pubblicazioni e stampe, eliminando i due Santi alcantarini ai piedi della Vergine.
L'emblema della Madonna di Capurso è un pozzo, sovrastato dalle lettere maiuscole MDP, rappresentato al centro della base della statua processionale. Attualmente i frati custodi del santuario utilizzano un logo grafico, che rappresenta il contorno dell'icona bizantina con la scritta "Santuario Santa Maria del Pozzo".

## Storia

### Il ritrovamento dell'icona bizantina
Il 30 agosto 1705 il sacerdote don Domenico Tanzella, guarito da una grave malattia dopo aver bevuto l'acqua del pozzo di "Santa Maria", scendendo nella cavità del pozzo del Piscino trovò sulla parete che volgeva a mezzogiorno un'icona bizantina della Santa Vergine. Nella discesa con una scala a pioli le candele di cui erano dotati il Tanzella e altri tre amici caddero in acqua ma continuarono ad ardere; dopo aver pregato, il sacerdote decise di staccare l'immagine della Vergine per portarla a Capurso ed esporla alla pubblica venerazione, ma il dipinto si staccò da solo dalla parete del pozzo e rimase a galleggiare. Rientrato a Capurso, don Domenico espose l'icona nell'erigenda cappella patronale dei Tanzella dedicata a san Lorenzo Martire. Sarebbero stati registrati numerosi miracoli, tra gli altri quello di una certa Caterina, storpia da molti anni, moglie di Lorenzo Maffiola. La Madonna le sarebbe apparsa in sogno e le avrebbe detto che se voleva guarire doveva recarsi nella nuova cappella del Tanzella e avrebbe ricevuto la grazia. Il giorno successivo Caterina si trascinò là implorando la guarigione. Improvvisamente avrebbe sentito un brivido e un vigore mai provati prima, provò a camminare e ci riuscì. La gioia esplose incontenibile e con lei quella dei presenti. Alla notizia cominciarono ad affluire a Capurso curiosi e pellegrini sempre più numerosi, da paesi vicini e lontani, a piedi e con ogni mezzo, cantando inni che glorificano Maria ancora oggi nella festa dell'ultima domenica di agosto. Tutti volevano toccare e venerare la miracolosa icona di Santa Maria trovata nel pozzo, era il gennaio del 1706.
Da questo ritrovamento e da questi fatti iniziò il culto della Madonna del Pozzo.

### L'incoronazione del 20 maggio 1852
Nel 1849 il Duca di Serracapriola chiese al Re, come sindaco apostolico degli alcantarini, di acconsentire all'incoronazione in oro della prodigiosa icona della Madonna del Pozzo. La richiesta approdò al consiglio di Stato il 23 maggio 1850. Il Re concesse di buon grado l'approvazione, memore ancora del pellegrinaggio a Capurso ai piedi della Vergine, era il 15 maggio 1850. Gli alcantarini e i devoti della Madonna del Pozzo si misero subito al lavoro alla preparazione dei "Titoli" da inviare a Roma al Papa. Gli Atti del Processo furono esaminati dal Capitolo vaticano il 14 settembre, e nello stesso giorno fu decisa l'incoronazione in oro della sacra icona della Madonna del Pozzo di Capurso. La rapidità con la quale si autorizzò l'incoronazione fu dovuta alla grandissima attenzione data alla Vergine del Pozzo dalla moltitudine di fedeli, semplici popolani, vescovi, alti prelati, dal Re in persona e dal Papa. L'evento fu fissato per il 20 maggio 1852. In tutto il Regno di Napoli si raccoglievano le offerte per le spese da affrontare per l'evento. Le corone della Vergine e di Gesù bambino furono donate dal Capitolo vaticano, lavorate a Roma sul modello di quelle reali di Spagna. Il Papa volle affidare al Cardinal Pontella dei Conti Mattei, arciprete della Basilica Vaticana, il compito di incoronare la Madonna a Capurso. L'alto prelato fu accompagnato dai canonici Alberto Barbolani e Lorenzo dei Conti Lucidi, attraversando la Campania e la Puglia per giungere a Capurso la sera del 16 maggio. I festeggiamenti ebbero subito inizio con il triduo di preparazione. Le vie erano abbellite da luminarie in stile gotico. Il 20 maggio il Card. Mattei salì fino alla nicchia, dove ancora oggi è custodita l'immagine della Madonna del Pozzo, e depose sul capo della Vergine e del Bambino le corone d'oro, tra il suono delle campane e l'applauso dei pellegrini giunti da ogni dove. Seguì la processione della statua lignea della Madonna del Pozzo, con la partecipazione del Card. Mattei, delle autorità civili e militari del Regno e della sterminata folla di fedeli e pellegrini.

### I Borbone delle Due Sicilie
Nella memoria storica e popolare si ricordano le due visite di Ferdinando II di Borbone, re delle Due Sicilie.
La prima, vide il Re con il suo seguito a Capurso durante un viaggio in Puglia l'8 maggio 1831.
La seconda, voluta e organizzata con la presenza di tutta la famiglia reale il 25 maggio 1847, ebbe come momento culminante la preghiera dei Sovrani ai piedi della Madonna del Pozzo.
La terza visita, programmata per la solenne incoronazione del 1852, non ebbe luogo perché a Napoli erano ospiti gli Imperiali Principi di Russia. 
I frati alcantarini realizzarono in ricordo delle visite reali una grande lapide, che ancora oggi si può visitare nella sacrestia del Santuario.
Ricordiamo la grande devozione della regina Maria Isabella, madre di Ferdinando II, verso la Madonna del Pozzo. Maria Isabella, oltre ai molti donativi offerti, praticava il novenario di preparazione alla festa dell'ultima domenica d'agosto. Per sua iniziativa furono realizzati nella cappella di San Giuseppe un ricco altare e una nicchia marmorea per la Madonna del Pozzo, cui papa Pio IX aggiunse in dono un grosso cero ricoperto di motivi floreali.
La Madonna del Pozzo di Capurso è compatrona dell'ex Regno delle Due Sicilie.

## Il culto in Italia e nel mondo

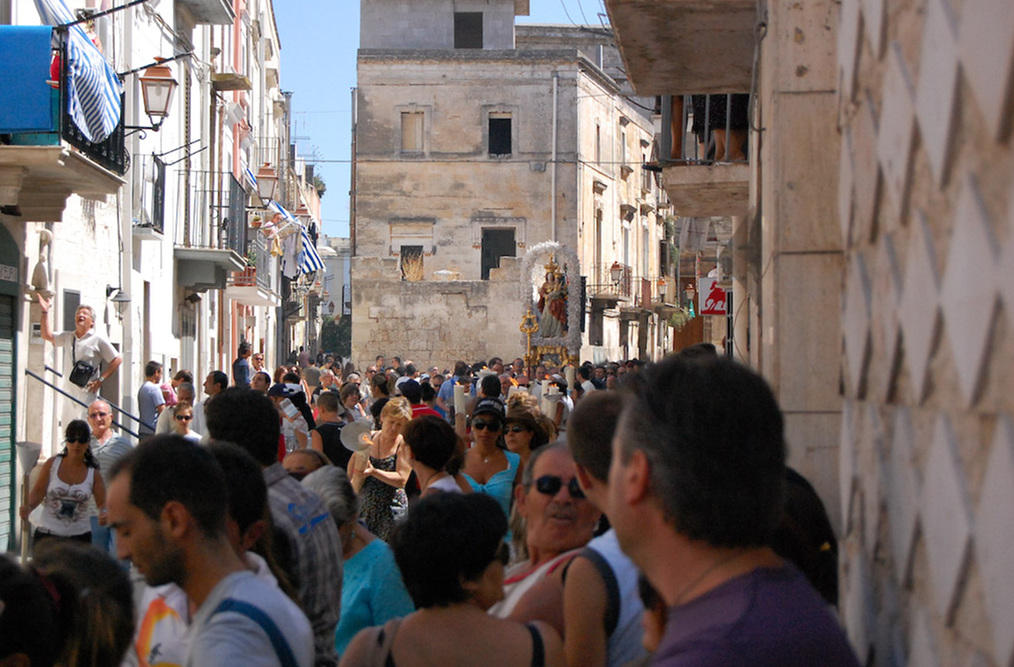
Grande Festa della Madonna del Pozzo, patrona di Capurso, ultima domenica di agosto

Il culto della Madonna del Pozzo è nato nel 1705 a Capurso, nella città metropolitana di Bari, per poi estendersi nella regione Puglia e nel Mezzogiorno in generale. La Madonna del Pozzo è particolarmente venerata nelle seguenti città italiane:
- Alberobello, nella Cappella di Maria SS. del Monte Carmelo si custodisce una statua in cartapesta della Madonna del Pozzo (XIX secolo). Fuori dal centro abitato, in contrada Maranna, si trova una cappella rurale dedicata alla Madonna del Pozzo, oggi in stato d'abbandono.
- Andria, nella chiesa di Santa Maria Vetere [4] è custodita una tela ottocentesca raffigurante la Madonna del Pozzo.
- Ardore Marina, nella parrocchia Madonna del Pozzo.
- Ariano Irpino, in contrada Serralonga
- Barra, nella chiesa di Santa Maria del Pozzo.
- Bari, nella chiesa di San Marco dei Veneziani e nella parrocchia di Sant'Antonio.
- Barletta, nella parrocchia Santa Maria della Vittoria.
- Bitritto, nella Chiesa di San Rocco, il primo altare della navata sinistra è dedicato a S.Maria del Pozzo, e sulla Pala d'Altare è raffigurata Santa Maria del Pozzo, opera in cartapesta altorilievo del Cavaliere Raffaele Carretta (1877-1950).
- Bisceglie, nella concattedrale San Pietro apostolo.
- Campobello di Licata.
- Castellana Grotte.
- Cellamare
- Corato, nella Chiesa della Resurrezione (detta dei Cappuccini).
- Contrada Villa Elce Lanciano, nella parrocchia Madonna del Pozzo.
- Conversano, nella chiesa convento Santa Maria dell'Isola.
- Fasano, tela raffigurante la Madonna del Pozzo tra i santi Francesco di Sales e Vincenzo Ferreri, nella chiesa di san Francesco di Paola.
- Gioia del Colle, nella chiesa di San Francesco.
- Galatone, nel convento dei frati Alcantarini.
- Grumo Appula, cappella della Madonna del Pozzo.
- Massafra, nella chiesa del Purgatorio (chiesa madre).
- La Spezia, nella Cappella del Centro Don Gnocchi.
- Laterza
- Lecce
- Locorotondo, nella Chiesa parrocchiale della Sacra Famiglia è custodita una statua-manichino della seconda metà del XIX Secolo.
- Martano, chiesa e monastero di Santa Maria della Consolazione.
- Montalbano di Fasano, parrocchia Santa Maria di Pozzo Faceto.
- Mottola
- Napoli, nella chiesa di San Pasquale a Chiaia.
- Noci, nell'ex convento dei Cappuccini.
- Oria, santuario di San Cosimo alla macchina
- Ortucchio, santuario Madonna del Pozzo
- Palagiano
- Palagianello
- Palo del Colle, nella chiesa di San Vito martire.
- Parabita, nel convento di San Pasquale.
- Pisticci, nella Chiesa Madre.
- Prati di Vezzano, Santuario Santa Maria del Molinello.
- Putignano, la confraternita della Visitazione di Maria Vergine, conserva una statua della Madonna del pozzo.
- Roccasecca
- Rocchetta Sant'Antonio, nel santuario Santa Maria del Pozzo.
- Ruvo di Puglia, nella chiesa del Purgatorio.
- Sammichele di Bari
- Squinzano, nella chiesa Santa Maria delle Grazie.
- Stornara, nella chiesa parrocchiale di San Rocco.
- Taranto, nella chiesa parrocchiale di S. Pasquale Baylon
- Trani, nella parrocchia S. Maria delle Grazie e nella parrocchia Madonna del Pozzo
- Triggiano
- Trinitapoli, nel convento dei capuccini è conservato un ritaglio, proveniente da una tela in origine molto più ampia, raffigurante la Vergine del Pozzo.
- Tuglie, nella cappella e cripta della Madonna del Pozzo.

### Le "compagnie" e i gruppi della Madonna del Pozzo
Per compagnie si intendono i gruppi di pellegrini devoti alla Madonna del Pozzo, che giungono a Capurso in pellegrinaggio presso il santuario mariano in occasione della grande festa dell'ultima domenica di agosto, in quella del 20 maggio e in occasione di singoli pellegrinaggi. 
Ogni compagnia è caratterizzata da uno stendardo processionale e da uno specifico scapolare.
- compagnia di Massafra (dal 1935)
- compagnia di Bisceglie
- compagnia di Corato
- compagnia di Gioia del Colle
- compagnia di Laterza
- gruppo di Sammichele di Bari
- gruppo di Triggiano
- gruppo di Rutigliano
- gruppo di Fasano
- gruppo di Brindisi

### Patronati
La Madonna del Pozzo, oltre a essere invocata come Patrona del Comune di Capurso, è invocata come Protettrice di Rocchetta Sant'Antonio e compatrona dello scomparso Regno delle Due Sicilie.

### Chiese dedicate
- Capurso, Santuario-Basilica di Santa Maria del Pozzo
- Ardore Marina, Parrocchia Santa Maria del Pozzo.
- Barra, Chiesa di Santa Maria del Pozzo
- Bkennaya, Libano, Santuario di Notre Dame du Puits
- Grumo Appula, Cappella della Madonna del Pozzo (famiglia Demauro)
- Montalbano di Fasano, Parrocchia di Santa Maria di Pozzo Faceto.
- Ortucchio, Santuario della Madonna del Pozzo
- Palo del Colle sulla via di Bitritto, nei pressi del passaggio a livello, la piccola cappellina votiva dedicata a M.Ss.del Pozzo
- Rocchetta Sant'Antonio, Santuario Madonna del Pozzo
- Somma Vesuviana, Parrocchia Santa Maria del Pozzo
- Squinzano
- Trani, Parrocchia Santa Maria del Pozzo
- San Salvatore Monferrato, Santuario della Madonna del pozzo.
- Tuglie, cappella semiipogea, sottostante alla Chiesa del Carmine.
- Villa Elce, Parrocchia Madonna del Pozzo
- Ostuni, Parrocchia Madonna del Pozzo
- Mwanza, Tanzania, di recente è stata costruita, per iniziativa dei Frati Francescani Minori, custodi del Santuario, una cappella intitolata alla Madonna del Pozzo; è stata donata anche una pregiata icona bizantina che riproduce l'immagine originale custodita sull'altare maggiore nella Basilica di Capurso.

### Nel mondo
Nel resto del mondo è venerata con i seguenti titoli:
- Nuestra Señora del Pozzo - San José, Costa Rica,
- Notre Dame du Puits - Bkennaya, Libano, è presente il Santuario gemello a quello di Capurso.
- Maria S.s. del Pozzo - Chicago, Illinois (Stati Uniti d'America).
- Heilige Maria des Brunnens - Katholische Kirchgemeinde Engstringen (Svizzera)

## San Nicola e la Madonna del Pozzo
Il culto della Madonna del Pozzo si intreccia con quello di San Nicola di Bari. In particolare questa doppia devozione interessa i pellegrini provenienti dall'Abruzzo e dalla Campania. Durante i solenni festeggiamenti di maggio in onore di San Nicola a Bari, è una consuetudine, nel pomeriggio del 9 maggio, l'arrivo dei pellegrini a Capurso. Infatti dopo aver partecipato alla processione pomeridiana a Bari, nel pomeriggio si recano a Capurso, prima alla cappella del Pozzo, dove in atto devozionale bevono l'acqua della Madonna, poi in Basilica, a venerare l'immagine della Madonna del Pozzo. Questa doppia devozione si manifesta anche nei tradizionali stendardi processionali, un esempio è quello dei pellegrini provenienti dal comune di Perano in provincia di Chieti, sul quale è rappresentata la Madonna del Pozzo tra San Filippo Neri e San Nicola.

## Santi, beati e testimoni devoti della Vergine del Pozzo
Sono stati particolarmente devoti alla Madonna del Pozzo Sant'Egidio Maria da Taranto e il Servo di Dio padre Giacomo da Gazir Haddad.
Sant'Egidio da Taranto, frate Alcantarino, dopo aver visitato il Santuario di Capurso, presumibilmente nel 1759, anno del suo trasferimento a Napoli, ha diffuso nella chiesa di San Pasquale a Chiaia il culto della Vergine.
Giunto nel convento di Chiaia, si procurò un reliquiario nel quale inserì una miniatura raffigurante la Vergine di Capurso. Andava in giro elemosinando nei Quartieri Spagnoli e applicava la sacra immagine sugli infermi, la mostrava perché tutti potessero invocarla nel bisogno. Con il permesso dei superiori, ottenne una riproduzione ad olio dell'immagine e la collocò su un altare in una cappella della chiesa, davanti ad essa alimentava una lampada perenne. Qui pregava di notte per quanti si rivolgevano a lui. Sant'Egidio nelle sue preghiere notturne si rivolgeva alla Madonna del Pozzo e le ricordava i nomi, le strade, le case di quanti si trovavano nell'estremo bisogno, la Vergine rispondeva a tanta fiducia con miracoli così strepitosi che la sua invocazione divenne familiare nel popolo napoletano. Fra Egidio morì il 7 febbraio 1812, ma il culto della Madonna del Pozzo ancora oggi a Chiaia non si spegne.
Padre Giacomo da Gazir Haddad, francescano cappuccino, ha costruito a Beirut una chiesa in onore di Notre Dame du Puits nel luogo dove per un singolare prodigio, dietro le sue interminabili preghiere rivolte ad un'immagine della Madonna del Pozzo (trovata nella biblioteca del suo convento) ebbe termine l'angoscioso problema dell'acqua per il fabbisogno degli edifici da lui costruiti per gli indigenti.
Maria Cristina di Savoia, la Beata e Regina di Napoli, devota della Vergine di Capurso. Oltre ai donativi devoluti al Santuario, presso la sua corte praticava la devozione mariana capursese e la novena in preparazione alla festa di agosto. 
Da ricordare anche la figura carismatica di mamma Rosina, al secolo Rosina Fortino. Fondatrice della comunità "Rivoluzione d'amore a servizio della parola", mamma Rosina, dececeduta il 3 ottobre del 2008, è stata devota della Madonna del Pozzo. Nel maggio del 2013 gli appartenenti al suo cammino spirituale, un numeroso gruppo di fedeli sparso in diverse città italiane, hanno donato al Santuario di Capurso un monumento che, collocato presso la cappella del pozzo, ricorda Don Domenico Tanzella.

## Supplica, Inno e Canti dialettali alla Madonna del Pozzo
Supplica alla Madonna del Pozzo (tradizionale)
O Maria, Figlia, Sposa e Madre di Dio, 
Avvocata, Speranza e Rifugio dei peccatori, 
Salute degli infermi, Consolatrice degli afflitti, 
Madre di Pietà, di grazie e di Misericordia: 
io, misero peccatore e vostro indegno figliuolo, 
come cervo ferito corro sitibondo al Pozzo mirabile delle Vostre grazie.
Voi, o cara Madre, che siete fonte della Potenza del Padre, 
mare immenso dei meriti del Figlio, prodigioso Canale dei doni dello Spirito Santo, 
Voi ristorate la mia sete, innaffiate il mio cuore inaridito ed amareggiato dal presente bisogno!
Senza il Vostro soccorso io resterò immerso nel profondo delle mie disgrazie, 
sarò sempre infelice, precipiterò nell"orrendo pozzo dell"inferno.
Volgete dunque gli occhi Vostri pietosi su di me ed esaudite le mie preghiere.
Vi intenerisca il mio pianto e non mi abbandonate in tanta mia necessità; 
affinché, così consolato dalle acque prodigiose del Vostro mirabil Pozzo, 
in tutto ciò che riguarda lo spirito mio ed il corpo, il temporale e l"eterno, 
possa inoltre dopo questa vita mortale, 
venire a ringraziarVi, benedirVi e goderVi in cielo 
per tutti i secoli dei secoli: 
Madre mia Maria, fatelo e così sia.
Supplica a Santa Maria del Pozzo Madre e Regina di Misericordia (per il terzo centenario)
Ave Signora Santa, Madre e serva del Figlio del Padre, creatura nuova dello Spirito, Vergine fatta Chiesa, salve!
Madre della divina Sapienza, profezia dei tempi nuovi, noi ci associamo con gioia e gratitudine al tuo cantico di adorazione e di lode per celebrare e cantare con te e con la compagnia dei Santi il Magnificat per le grandi opere di Dio, per annunziare al mondo, all'uomo e alla donna d'oggi, i doni e i valori del Regno in vista della totale liberazione del cosmo e delle creature.
Tu che hai collaborato all'opera della salvezza e nella «pienezza del tempo» (Gal 4,4) hai donato Cristo, fonte di acqua viva, in cui l'umanità intera può saziare l'ardente fame e sete di comunione e di amore, insegnaci ad accogliere e a perseverare come gli Apostoli nell'ascolto e nella pratica del Vangelo della vita, ad essere docili alla voce interiore dello Spirito, attenti ai suoi richiami alla nostra responsabilità di testimoni della fede.
Madre di Cristo salvatore, prima dei redenti e dei discepoli, sorella nostra schiusa alla Grazia sin dal primo istante della tua esistenza, aiutaci, nel dono dello Spirito, a rendere ragione della fede e della speranza che è in noi, affinché i distratti e dispersi figli di Dio siano radunati in unità, fraternità, pace e quindi, gustino il pane e il calice del perdono, della gioia e dell'amore che il Redentore gratuitamente offre alla mensa del Padre delle misericordie.
Madre glorificata dall'Amore, icona della Chiesa che non conosce tramonto, intercedi per noi presso l'Agnello di Dio, affinché ogni uomo e ogni donna di buona volontà possano partecipare e godere dell'eterno convito imbandito dalla Trinità beata.
Santa Maria, Madre della Misericordia e Madre dei credenti, «Fontana che irrora i giardini, pozzo d'acque vive» (Ct 4,15), ristora la nostra sete di Dio, innaffia della Grazia del Signore il nostro cuore inaridito, accogli la preghiera di noi tuoi figli. Amen.
Inno a Maria S.S. del Pozzo Mater Misericordiae
- canto popolare per organo od armonio, sui versi del superiore Padre Emilio Racanelli (o.f.m.) musica M° Giuseppe Piccininni

1 Oh Fonte di Grazie Divine, del pozzo Soave Signora, di vita bellissima aurora, nel pianto nei duri perigli, conforto ti chiedono i figli, prostrati fidenti ai tuoi piè.
RITORNELLO Al supplicante popolo, sorridi oh Gran Regina, agli infelici e ai miseri, i tuoi begli occhi china, agli infelici e ai miseri Madre Divina
2 Rifulge alle menti la fede, risorge la speme nel cuore, riarde fiammante l'amore, in quanti umiliò la sventura; e come d'invitta armatura, tornaron a vestirsi di te.
RIT Al supplicante popolo...
3 Oh, memore il canto s'eleva, qual fiotto di viva sorgente, dal petto dell'egro morente, dal sordo dal muto dal cieco, ed ampia diffondersi l'eco, de l'alta tua immensa bontà.
RIT Al supplicante popolo...
4 Dal pozzo, ove trepiti cuori, serbàro il tuo culto regale, seffonda il ristoro vitale, dall'acqua arrecanti portenti, nel corpo e nell'alme venienti, dal piano dai monti dal mar.
RIT Al supplicante popolo...
Canto dialettale della compagnia dei pellegrini di Bisceglie
1 Noi veniamo da Bisceglie con dolce armonia evviva Maria e chi la creò. RITORNELLO Evviva Maria, Maria evviva, evviva Maria e chi la creò.
2 Veniamo cantando con dolce armonia, evviva Maria e chi la creo. RIT Evviva Maria, Maria evviva, evviva Maria e chi la creò.
3 Per mare e per terr sei nominata tu e Maria di lu Puzz è tutta piena di virtù. RIT Evviva Maria, Maria evviva, evviva Maria e chi la creò.
4 Maria di lu Puzz in da Capurse stà, jè ti venga a visità e la grazia me da fà. RIT Evviva Maria, Maria evviva, evviva Maria e chi la creò.

## Pontificia Basilica Lateranense
La Reale Basilica-Santuario della Madonna del Pozzo di Capurso è affiliata alla Pontificia Basilica di San Giovanni in Laterano. Il Campanello processionale e il grande Ombrello processionale dalle bande rosse ed oro, sono il simbolo dell'affiliazione della Reale Basilica di Capurso con la Pontificia Basilica Lateranense.

## Cinema, musica, spettacolo
Il cantastorie Bruno Dasi, ha inciso presumibilmente intorno alla metà degli anni cinquanta, presso la GMSC di Barletta, il disco "Alla Vergine S.S. del Pozzo". Il disco a 45 giri, è un esempio di produzione discografica pugliese che aveva come scopo quella di raccontare storie meridionali o culti verso Madonne e Santi venerati nel sud Italia. Un disco analogo a 45 giri è stato inciso dal cantastorie Fred Borzacchini nel 1965 dalla casa discografica Vedette.
L'attore Maurizio Micheli, in un duetto con Alberto Sordi, cita la "Madonna del Pozzo di Capurso" in una scena del film Sono un fenomeno paranormale del 1985.
Emilio Solfrizzi e Antonio Stornaiolo, ai tempi del duo comico "Toti e Tata", nella trasmissione televisiva "Love Store" trasmessa da Telenorba, interpretavano il gruppo musicale "Oesais" e nelle canzoni "Mnenn d Vtound" e "127 Abarth" citavano la Madonna del Pozzo di Capurso.
È spesso citata, durante gli spettacoli e interviste, dal comico capursese Checco Zalone alias Luca Medici.
Nell'estate del 2014, la Basilica e alcuni luoghi del Santuario sono stati il set cinematografico del film "Dove chi entra urla", diretto dal regista barese Fabrizio Pastore.
Le emittenti televisive Padre Pio TV e TV2000, nei loro palinsesti, dedicano dirette e singole trasmissioni al Santuario di Capurso.